# Sant'Apollinare, Rom
Sant'Apollinare, emellanåt benämnd Sant'Apollinare alle Terme Neroniane-Alessandrine, är en kyrkobyggnad, mindre basilika och titeldiakonia i Rom, helgad åt den helige martyren Apollinaris av Ravenna. Kyrkan är belägen vid Piazza di Sant'Apollinare, strax norr om Piazza Navona, i Rione Ponte och tillhör församlingen Sant'Agostino in Campo Marzio.
Tillnamnet ”Terme Neroniane-Alessandrine” syftar på att kyrkan uppfördes i närheten av Neros termer, vilka uppfördes av kejsar Nero år 62 och byggdes om av kejsar Alexander Severus omkring år 227.
Sedan 1990 tillhör kyrkan Opus Dei; andra kyrkor i Rom tillhörande Opus Dei är Santa Maria della Pace ai Parioli, San Giovanni Battista in Collatino, San Josemaria Escrivá och Sant'Eugenio.

## Kyrkans historia
Enligt traditionen konsekrerades kyrkan av påve Hadrianus I år 780. 
År 1593 publicerade Antonio Tempesta sin vy över Rom – Forma Urbis Romae. På denna ses kyrkans fasad med portalens tre medaljonger. Jesus Kristus flankeras av de heliga Apollinaris och Petrus.
År 1741 gav påve Benedikt XIV arkitekten Ferdinando Fuga i uppdrag att bygga om kyrkan; den konsekrerades av nämnde påve den 21 april 1748.

## Interiören
Själva kyrkorummet föregås av ett ellipsformat narthex, kallat Cappella delle Grazie. Här finns Mariaikonen Jungfrun och Barnet med de heliga Petrus och Paulus, utförd på 1400-talet av den umbrisk-romerska skolan. Högaltarmålningen utgörs av Ercole Grazianis Den helige Apollinaris vigs till biskop av den helige Petrus. Stuckarbetena är utförda av Bernardino Ludovisi.
Kyrkans takfresk, Den helige Apollinaris förhärligande, är ett verk av Stefano Pozzi. Interiören har sex sidokapell, tre på vardera sida.

### Höger sida
Cappella di San Luigi Gonzaga
Första sidokapellet på höger hand är invigt åt den helige Aloysius Gonzaga. Altarmålningen utgörs av Den helige Aloysius Gonzaga, utförd 1744–1746 av Ludovico Mazzanti, elev till Baciccia.
Cappella di San Giuseppe
Det andra kapellet är invigt åt den helige Josef och har Giacomo Zobolis Den heliga Familjen, vilken beställdes av kardinal Neri Maria Corsini år 1748.
Cappella di San Francesco Saverio
Tredje kapellet på höger hand är invigt åt den helige Frans Xavier. Skulpturen föreställande helgonet är utförd av Pierre Legros den yngre. Helgonet håller ett krucifix i händerna och vid hans fötter ses en krabba i förgylld brons. Krabban alluderar på en särskild händelse i helgonets liv. Vid en seglats tappade han ett krucifix i vattnet, men detta återfördes till honom av en krabba.

### Vänster sida
Cappella di San Giovanni Nepomuceno
Första sidokapellet på vänster hand är invigt åt den helige martyren Johannes Nepomuk. Dess altarmålning, Jungfru Maria och Jesusbarnet med den helige Johannes Nepomuk, utfördes mellan 1742 och 1748 av Placido Costanzi, elev till Benedetto Luti.
Cappella del Santissimo Crocifisso
Detta kapell är invigt åt den korsfäste Kristus. Under 1800-talet hade familjen Scalzi patronatsrätt över kapellet. Altarmålningen är utförd av Angelo Zarcone och föreställer den helige Josemaría Escrivá celebrerande mässan.
Cappella di Sant'Ignazio di Loyola
Det tredje kapellet är invigt åt den helige Ignatius av Loyola, grundare av Societas Iesu. Över altaret står Carlo Marchionnis skulptur föreställande titelhelgonet. I kapellet återfinns monumenten över Paolo Giulio Mereghi och dennes hustru Elena Aloisi Bianchelli.
I sakristian förvaras en armrelik av den helige Apollinaris.

## Titelkyrka
Sant'Apollinare stiftades som titelkyrka av påve Leo X år 1517. Titelvärdigheten upphävdes av påve Sixtus V år 1587.
Kardinalpräster
- Giovanni Battista Pallavicini: 1517–1524
- Giovanni Domenico de Cupis: 1524–1529
- Antonio Sanseverino: 1530–1534
- Agostino Spinola: 1534–1537
- Giacomo Simonetta: 1537–1539
- Gasparo Contarini: 1539–1542
- Uberto Gambara: 1542–1544
- Niccolò Ardinghelli: 1545–1547
- Robert de Lénoncourt: 1547–1555
- Charles de Lorraine de Guise: 1555–1575
- Titelvärdigheten upphävd: 1587

## Titeldiakonia
Sant'Apollinare stiftades som titeldiakonia av påve Pius XI år 1929.
Kardinaldiakoner
- Vakant: 1929–1935
- Domenico Jorio: 1935–1946, titulus pro illa vice: 1946–1954
- Domenico Tardini, titulus pro illa vice: 1958–1961
- Anselmo Albareda: 1962–1966
- Pericle Felici: 1967–1979, titulus pro illa vice: 1979–1982
- Aurelio Sabattani: 1983–1993, titulus pro illa vice: 1993–2003
- Jean-Louis Tauran: 2003–2014, titulus pro illa vice: 2014–2018
- Raniero Cantalamessa: 2020–

## Bilder
| - Kyrkans exteriör enligt Antonio Tempestas vy över Rom från år 1593. Observera de två tornen till vänster om kyrkans fasad. - Kyrkans portal. - Sant'Apollinare på en karta från år 2018. Till höger Sant'Agostino. |